# Іван Черпак
Іва́н Іва́нович Черпа́к (1894—1921) — сотник Вороньківської сотні, отаман Черпак, один з очільників повстання проти більшовиків у Воронькові та бою на річці Трубіж.

## Життєпис
Народився у с. Вороньків Переяславського повіту Полтавської губернії (зараз Бориспільський р-н, Київська обл.) в заможній козацькій родині у 1894 році, але в деяких джерелах зустрічаємо, що ця дата не підтверджена. Мати Івана була із роду Штурбів, тому Івана часто називали Штурба. Закінчив церковнопарафіяльну школу. Служив в царському війську і залишив військову службу у чині унтерофіцера. Мав неабиякий військовий досвід, що допомагало в організації роботи сотні. Протягом декількох років 1918—1921 його козацька сотня активно воювала проти більшовиків. А в січні 1919 року (31 січня вважається точною датою, хоча раніше датувалась 4 лютого) разом з полковником армії УНР Міхно Іван Єрофійович за завданням з Києва організували операцію з затримання більшовицького потяга біля з/д станції Баришівка, що увійшла в історію як бій на річці Трубіж.
Очолювана Іваном Вороньківська сотня входила до складу полку армії УНР, яким керував полковник Міхно, потім сотня увійшла до складу армії отамана Зеленого.
У 1921 році під тиском громадськості та після низки поразок українських визвольних повстань, оголошення амністії для учасників повстань радянською владою, Іван Черпак ухвалив рішення про складення зброї. Разом з декількома побратимами був арештований та вбитий неподалік від с. Глибоке в урочищі Пупків (Бориспільський р-н) по дорозі у Бориспіль керівником загону НКВС по боротьбі з бандитизмом Морозовим.
Похований у с. Вороньків, на могилі загиблих був такий надпис: «Тут спочивають Іван Черпак — командир Вороньківської сотні та бойові побратими, які загинули за вільну Україну у 20-х роках. Вічна пам'ять».
Протягом 70 років ім'я сотника Івана Черпака ніде не згадувалось, в архівах досі не знайдена його кримінальна справа, замовчувалась діяльність Вороньківської сотні. Лише в 90-х роках XX століття розпочато збір інформації та відновлення історичної пам'яті.
У 2003 році поет Микола Карпенко написав поему «Отаман Черпак», присвячену Іванові Черпаку
У 2010 році відкрито пам'ятник козакам Вороньківської сотні у центрі с. Вороньків.
Відновлено пам'ятник Івану Черпаку та побратимам на місці поховання.
На з/д станції Баришівка встановлена меморіальна дошка.
Розроблений проєкт меморіального комплексу на місці бою (поряд з з/д станцією Баришівка).
Щороку 4 лютого відбувається вшанування пам'яті козакам, учасникам бою на річці Трубіж.